# Chuck Blazer
Charles Gordon „Chuck“ Blazer (* 26. April 1945 in Queens, New York City; † 12. Juli 2017 in New Jersey) war ein US-amerikanischer Fußballfunktionär.
Blazer war bis 2011 Generalsekretär der CONCACAF und von 1996 bis 2013 Mitglied des FIFA-Exekutivkomitees.
Im April 2013 verzichtete er nach Korruptionsvorwürfen auf eine erneute Wiederwahl. Anfang Mai 2013 wurde er durch die FIFA-Ethikkommission wegen einer laufenden Untersuchung für 90 Tage für jegliche Tätigkeiten im nationalen und internationalen Fußball gesperrt. Juni 2015 wurde bekannt, dass Blazer gegenüber US-Ermittlungsbehörden die Annahme von Schmiergeldern zugegeben hat. 
Im Juli 2015 sperrte die FIFA-Ethikkommission Blazer lebenslang.

## Spionagetätigkeit
Blazer hatte mit dem in viele Skandale verwickelten karibischen Fußballfunktionär Jack Austin Warner über zwei Jahrzehnte die Nord- und Zentralamerikanische und karibische Fußballkonföderation CONCACAF geführt und dabei Millionen Dollar für sich abgezweigt. Zu dieser Zeit erhielt er den Beinamen „Mister 10 Prozent“, was dem Anteil entsprach, den er für sich privat abschöpfte.
Als 2011 das Federal Bureau of Investigation (FBI) und der Internal Revenue Service (IRS) wegen Veruntreuung hoher Beträge gegen ihn ermittelten, erklärte er sich bereit, seine Kollegen, Kunden und Geschäftspartner auszuspionieren. Unter anderem schnitt er bei den Bewerbungen für die Weltmeisterschaften 2018 und 2022 vertrauliche Gespräche mit.